# Asusunamir
Asusunamir (Asušunamir) é um deus na cultura suméria, nascido da sujeira sob as unhas de Enqui.

## Mitologia
Segundo a Mitologia Suméria, Enqui, o prudentíssimo, temeroso de que Eresquigal mantivesse Inana para sempre em Kur (submundo), tratou de criar Asusunamir e fazê-lo mensageiro intercessor de Inana diante de Eresquigal.
Ele era extremamente belo, possuído as duas naturezas, a feminina e a masculina. De modo que podia usar uma delas quando fosse necessário. Então surgiu diante de Eresquigal como um homem elegante, belo e forte, e a rainha do Inferno se viu imediatamente apaixonada. Sem pensar duas vezes ela então ordenou que preparassem um grande e sumptuoso banquete em honra dele, para que pudessem cear juntos. Na verdade a rainha do Inferno pretendia seduzir o mensageiro de Enqui e prendê-lo consigo para sempre.
Em meio a grande banquete, Eresquigal dançou com Asusunamir e se deliciou com seus galanteios e as histórias que contava. Tamanha era a sua entrega que verteu vinho demais e acabou embriagada, enquanto Asusunamir cuidou de manter-se sóbrio. Foi então que ela perguntou se ele não desejava beber da Água da Vida que ela mantinha guardada em sua adega. Ele recordou-se das instruções de Enqui sobre a Água da Vida e de como poderia salvar Inana com ela, e aceitou. Ao ser servido por Nantar, Asusunamir guardou consigo a água e assim que Eresquigal caiu exausta em um sono profundo, ele saiu para procurar Inana e lavar seu corpo com a Água da Vida.
Ele encontrou a deusa do amor, em um estado deplorável de decomposição física, apenas expandiu algumas gotas de água em sua face e ela recobrou a vida e a beleza. Ao terminar de livrar Inana da morte e da podridão, a tomou nos braço e fugiu rapidamente atravessando os portões de Kur. O bater da asa do mensageiro de Enqui, acabou por acordar Eresquigal e ela pôde ver que ele a enganara para salvar Inana e que fugia com ela. Cheia de ódio e ressentimento, ela o amaldiçoou antes de atravessar o último portão, impondo-lhe o castigo de ser estranho em sua própria casa (a morada dos Anunáqui), e de ser errante como um vagabundo, vivendo além e aquém de tudo, nos cruzamentos dos caminhos, nas soleiras das portas, e comendo aquilo que era impuro, bebendo a água das valas. Mas Inana, o abençoou com a sabedoria, o dom de curar e de realizar profecias.